# Pajtim Kasami
Pajtim Kasami, né le 2 juin 1992 à Zurich, est un footballeur international suisse qui évolue au poste de milieu de terrain au FC Sion.

## Biographie

### En club

#### Parcours junior
Né le 2 juin 1992 à Zurich de parents albanais,, Pajtim Kasami grandit avec ses parents à Andelfingen, dans le canton de Zurich, en Suisse. Il commence le football au FC Winterthur, avant d’intégrer, à quatorze ans, le mouvement junior du Grasshopper-Club Zurich. Le jeune Pajtim se fait rapidement remarquer par des émissaires anglais de Liverpool FC où il intègre les équipes jeunes du club en janvier 2008.
En janvier 2009, il change à nouveau de club pour rejoindre l'Italie et le club de la Lazio où il poursuit sa formation dans l'équipe des moins de 17 ans du club.

#### Premier contrat professionnel et retour en Suisse
Il signe en décembre 2009 son premier contrat professionnel en faveur de l'AC Bellinzone jusqu'en juin 2011. Il fait ainsi son retour en Suisse. Le 28 mars 2010, il joue son premier match en professionnel contre son ancien club le Grasshopper-Club Zurich en étant titulaire (0-2). Il finit la saison avec 12 matchs joués pour deux buts.

#### Transfert en Italie
Le 7 juin 2010, il est transféré et signe dans le club italien de l'US Palerme pour un contrat de 5 ans. Malgré son jeune âge, Kasami intègre l'équipe première et fait ses débuts en Ligue Europa face au club du NK Maribor. Le jeune joueur découvre la série A le 30 août 2010 en jouant l'intégralité du match se déroulant face à Cagliari.

#### Transfert en Angleterre
Après une saison en Italie, il signe en Angleterre dans le club de Fulham FC un contrat de 4 ans pour une indemnité de 4M€ et rejoint ainsi ses compatriotes Kerim Frei et Philippe Senderos.
Le nouvel entraîneur de Fulham, Martin Jol ne manque pas de souligner le talent du jeune joueur : « Pajtim est jeune et talentueux. C'est un milieu de terrain polyvalent qui peut s'adapter facilement à différents postes ».
Pajtim Kasami fait ses débuts sous ses nouvelles couleurs en juillet 2011, lors d'un match de qualification pour la Ligue Europa face au RNK Split en entrant à la 88e pour Damien Duff. Il fait ses débuts en premier league lors de la 2e journée de championnat face à Wolverhampton en tant que titulaire.
Il est prêté en février 2013 au FC Lucerne et retourne à Fulham la saison suivante où il débute en tant que titulaire.

#### Départ pour la Grèce
Le joueur suisse s'engage pour trois saisons en faveur du club grec de l'Olympiakos à la suite de la relégation de Fulham.
Kasami marque son premier but avec l'Olympiakos face au club Niki Volos lors de ses grands débuts dans le championnat grec.

#### Retour vers l'Angleterre, puis départ en Suisse
Le 3 août 2016, il est prêté à Nottingham Forest pour 1 an.
En 2017, il signe au FC Sion pour trois ans. Il est licencié le 19 mars 2020 pour avoir refusé d'être mis au chômage technique, à la suite de la pandémie de coronavirus, mais réintègre l'équipe après être finalement revenu sur sa décision.
Il signe en 2020 au FC Bâle où il restera 2 ans.

#### Retour en Grèce et en Italie
Pour la saison 2022-2023, il retourne à l'Olympiakos où il a déjà joué entre 2014 et 2017.
Il passe ensuite la saison 2023-2024 avec la Sampdoria, de même que le début de la saison suivante. En février 2025, son contrat avec le club italien est résilié d'un commun accord.

#### Retour en Suisse
Une semaine plus tard, il rejoint le FC Sion en tant que joueur libre. Il s'est engagé jusqu'en juin 2026 avec le club valaisan, où il a déjà joué entre 2017 et 2020.
Le club valaisan et le joueur ont décidé, d’un commun accord, de mettre un terme au contrat qui les liait. Cette décision a été prise dans le respect mutuel, afin de permettre aux deux parties de poursuivre leurs chemins respectifs dans les meilleures conditions,.

### En équipe nationale

#### Avec les équipes de Suisse de jeunes
En 2007, Pajtim Kasami joue avec les différentes équipes de Suisse comme les moins 15 ans et les moins 16 ans où il joue quelques matchs amicaux.

#### Avec la Suisse U17
En 2009, Kasami participe à la Coupe du monde des moins de 17 ans au Nigeria, il y dispute six matchs pour inscrire un but contre le Mexique dès le premier match au premier tour. La Suisse fait un excellent parcours et remporte la Coupe du monde contre l'équipe hôte le Nigeria (1-0).

#### Avec les espoirs suisses
Le 30 mai 2010, à deux jours de ses 18 ans, il participe à une rencontre avec les espoirs suisses contre la Géorgie (0-0). Il est titularisé lors de cette rencontre éliminatoire du Championnat d'Europe espoirs 2011. Il participe également à l'Euro espoir se déroulant au Danemark. Ne faisant pas figure de titulaire à son poste, Kasami se contente de rentrer en cours de match à deux reprises comptabilisant 28 minutes de jeu en tout. L'équipe de Suisse espoir atteindra la finale de l'Euro M21 face à l'Espagne espoir. La Suisse décroche ainsi une place pour les Jeux olympiques de football en 2012.

#### Avec l'équipe de Suisse olympique
Pajtim Kasami est convoqué par Pierluigi Tami dans la liste des 18 sélectionnés pour participer aux Jeux olympiques de football de 2012. Kasami commence le tournoi en tant que remplaçant mais entre à la 68e face au Gabon à la place de Steven Zuber lors du premier match du tournoi. Par la suite, Kasami est titularisé au côté de Fabian Frei. La Suisse n’atteint pas son objectif avoué des quarts de finale et est éliminé au premier tour au profil du Mexique et de la Corée du Sud,.
En août 2013, Kasami exprime publiquement vouloir jouer uniquement pour la Nati bien que la presse albanaise l'ait annoncé opter pour l'Albanie,,.

#### Avec la Nati
Le 15 octobre 2013, il fait ses débuts avec l'équipe nationale face à la Slovénie (1-0) pour la dernière rencontre des éliminatoires de la Coupe du monde 2014. Il remplace Tranquillo Barnetta à la 71e minute.
En 2013, Kasami marque son premier but pour la Suisse face à la Corée du Sud lors de sa première titularisation .
Lors de l'annonce des 23 joueurs retenus pour la coupe du monde 2014, Kasami se révèle pour de nombreux observateurs comme le grand absent de la liste du sélectionneur national Ottmar Hitzfeld. À la suite de l'élimination de l'équipe suisse lors des huitièmes, de nombreux spécialistes et journalistes relèvent que Kasami aurait été utile par sa créativité et son animation offensive.
2 ans après sa non sélection pour la coupe du monde 2014, il est aussi délaissé par le sélectionneur national Vladimir Petković pour l'Euro 2016 à la surprise générale, malgré une bonne saison en Grèce.

##### Buts avec l'équipe A
| #  | Date             | Stade                                            | Adversaire   | Résultat | Score | Buts | Compétition             |
| -- | ---------------- | ------------------------------------------------ | ------------ | -------- | ----- | ---- | ----------------------- |
| 1. | 15 novembre 2013 | Stade de la Coupe du monde, Séoul (Corée du Sud) | Corée du Sud | Défaite  | 2-1   | 7e   | Match amical            |
| 2. | 9 octobre 2015   | AFG Arena, Saint-Gall (Suisse)                   | Saint-Marin  | Victoire | 7-0   | 75e  | Éliminatoires Euro 2016 |

## Palmarès

### En club
- Olympiakos
  - Championnat de Grèce (2)
    - 2015 et 2016

  - Coupe de Grèce (1)
    - Vainqueur : 2015

### En sélection nationale
| - Suisse - 17 ans - Coupe du monde - 17 ans - Vainqueur (1) : 2009. |  | - Suisse Espoirs - Championnat d'Europe espoirs - Finaliste (1) : 2011. |

## Statistiques
| Saison                | Club                     | Championnat           | Championnat | Championnat | Coupe nationale | Coupe nationale | Coupe de la Ligue | Coupe de la Ligue | Compétition(s) continentale(s) | Compétition(s) continentale(s) | Compétition(s) continentale(s) | Sélection             | Sélection | Sélection | Total | Total |
| Saison                | Club                     | Division              | M.          | B.          | M.              | B.              | M.                | B.                | Comp.                          | M.                             | B.                             | Équipe                | M.        | B.        | M.    | B.    |
| 2009-2010             | AC Bellinzone            | Super League          | 12          | 2           | -               | -               | -                 | -                 | -                              | -                              | -                              | Suisse espoirs        | 1         | 0         | 13    | 2     |
| Sous-total            | Sous-total               | Sous-total            | 12          | 2           | -               | -               | -                 | -                 | -                              | -                              | -                              | -                     | 1         | 0         | 13    | 2     |
| 2010-2011             | US Palerme               | Serie A               | 14          | 0           | 2               | 0               | -                 | -                 | C3                             | 8                              | 0                              | Suisse espoirs        | 9         | 1         | 33    | 1     |
| Sous-total            | Sous-total               | Sous-total            | 14          | 0           | 2               | 0               | -                 | -                 | -                              | -                              | -                              | -                     | 9         | 1         | 25    | 1     |
| 2011-2012             | Fulham FC                | Premier League        | 7           | 0           | -               | -               | 1                 | 0                 | C3                             | 9                              | 0                              | Suisse espoirs        | 8         | 2         | 25    | 2     |
| 2012-2013             | Fulham FC                | Premier League        | 2           | 0           | -               | -               | 1                 | 0                 | -                              | -                              | -                              | Suisse espoirs        | 4         | 0         | 7     | 0     |
| 2012-2013             | FC Lucerne (prêt)        | Super League          | 16          | 1           | -               | -               | -                 | -                 | -                              | -                              | -                              | Suisse espoirs        | 3         | 1         | 19    | 2     |
| 2013-2014             | Fulham FC                | Premier League        | 29          | 3           | 4               | 0               | 2                 | 0                 | -                              | -                              | -                              | Suisse espoirs Suisse | 5 2       | 3 1       | 42    | 7     |
| Sous-total            | Sous-total               | Sous-total            | 54          | 4           | 4               | 0               | 4                 | 0                 | -                              | 9                              | 0                              | -                     | 22        | 7         | 93    | 11    |
| 2014-2015             | Olympiakos               | Superleague Elláda    | 24          | 4           | 4               | 0               | -                 | -                 | C1 C3                          | 6 2                            | 1 0                            | Suisse                | 5         | 0         | 41    | 5     |
| 2015-2016             | Olympiakos               | Superleague Elláda    | 19          | 2           | 4               | 2               | -                 | -                 | C1 C3                          | 6 1                            | 0                              | Suisse                | 5         | 1         | 35    | 5     |
| 2016-2017             | Nottingham Forest (prêt) | Championship          | 25          | 2           | -               | -               | 2                 | 0                 | -                              | -                              | -                              | -                     | -         | -         | 27    | 2     |
| Sous-total            | Sous-total               | Sous-total            | 68          | 8           | 8               | 2               | 2                 | 0                 | -                              | 15                             | 1                              | -                     | 10        | 1         | 103   | 12    |
| 2017-2018             | FC Sion                  | Super League          | 25          | 6           | 1               | 0               | -                 | -                 | -                              | -                              | -                              | -                     | -         | -         | 26    | 6     |
| 2018-2019             | FC Sion                  | Super League          | 34          | 9           | 4               | 3               | -                 | -                 | -                              | -                              | -                              | -                     | -         | -         | 38    | 12    |
| Sous-total            | Sous-total               | Sous-total            | 59          | 15          | 5               | 3               | -                 | -                 | -                              | -                              | -                              | -                     | -         | -         | 64    | 18    |
| Total sur la carrière | Total sur la carrière    | Total sur la carrière | 207         | 29          | 19              | 3               | 6                 | 0                 | -                              | 32                             | 1                              | Suisse espoirs Suisse | 30 12     | 7 2       | 306   | 42    |